# Médaille et croix de l'Yser

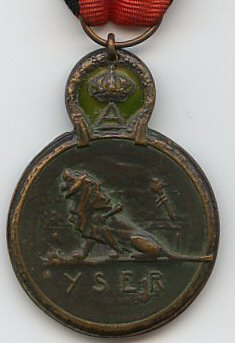
Revers de la médaille de l'Yser.

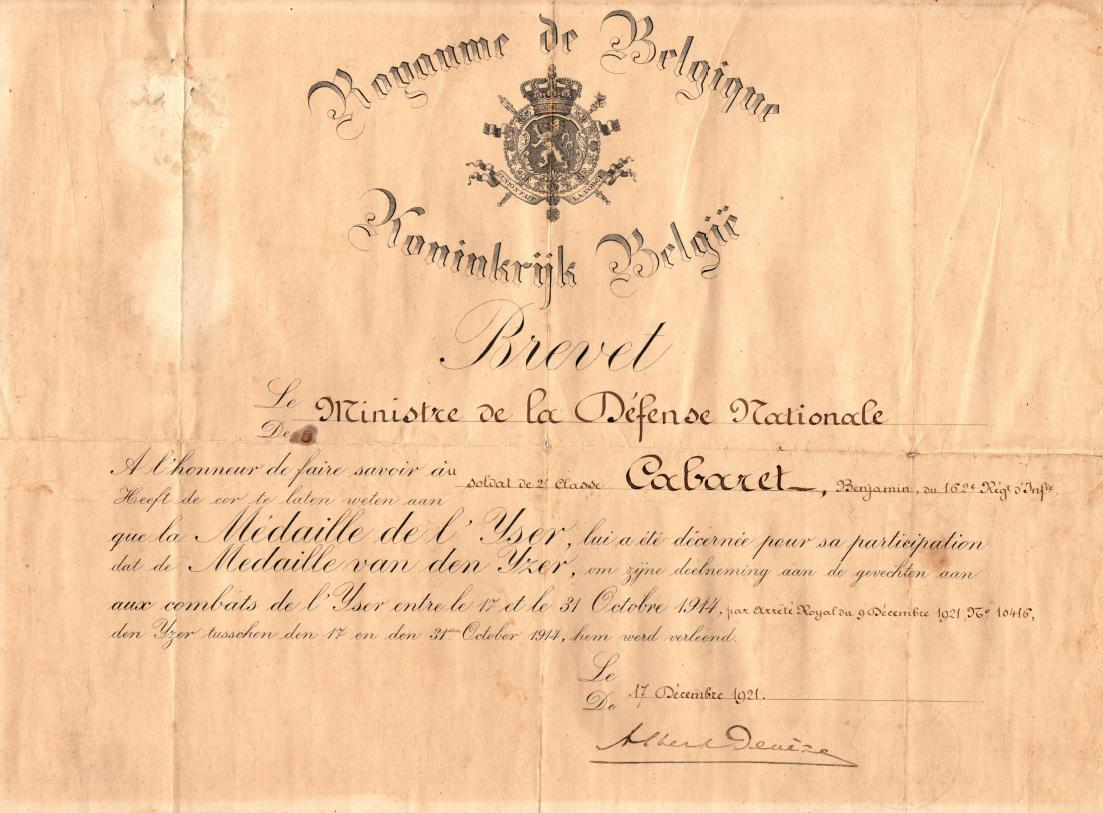
Brevet de la médaille de l'Yser, décerné au soldat Français de 2nde classe Benjamin Cabaret.

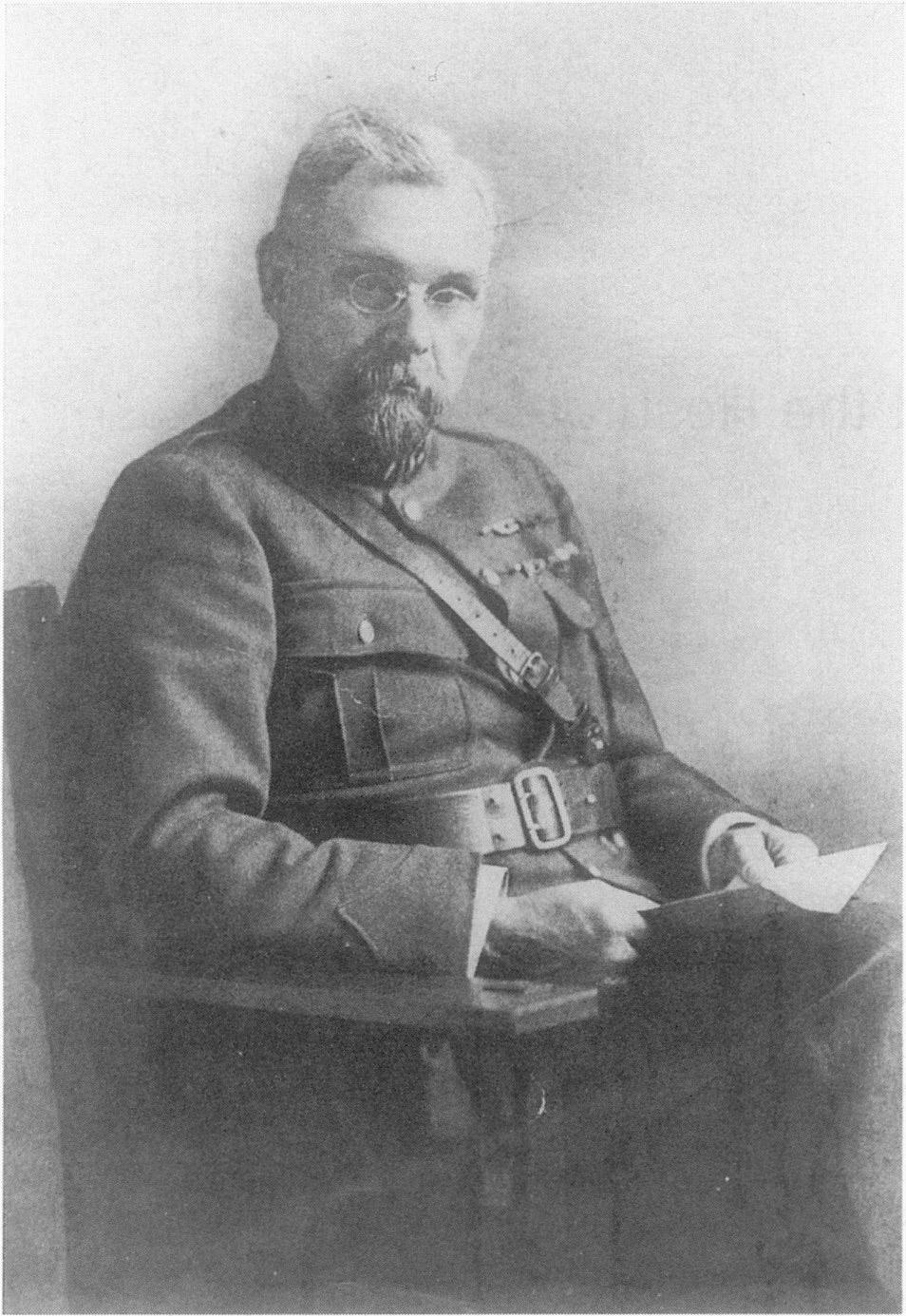
Le docteur Antoine Depage, Major-général, récipiendaire de la médaille de l'Yser.

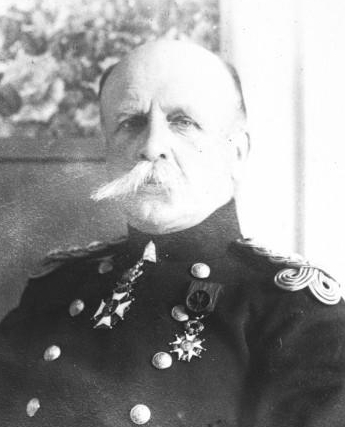
Le baron Léon de Witte de Haelen, lieutenant-général de cavalerie, récipiendaire de la médaille de l'Yser.

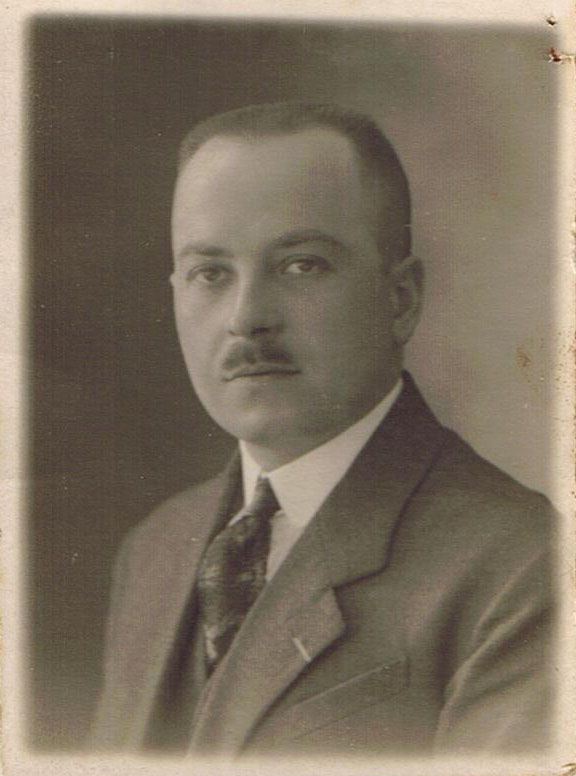
Le docteur Ivan Colmant, récipiendaire de la médaille de l'Yser.

La médaille de l'Yser (néerlandais : Medaille van de IJzer) était une médaille de campagne militaire belge créée par arrêté royal le 18 octobre 1918 et décernée à ceux qui, entre le 17 et le 31 octobre 1914, faisaient partie de l'armée belge combattant le long de l'Yser qui arrêta l'avance allemande menée sous les ordres du général Erich von Falkenhayn, au coût de plus de 60 000 soldats morts ou blessés dans le processus, plus du tiers de l'effectif total de l'armée belge à l'époque.

## Statut
La médaille de l'Yser était décernée aux membres des Forces armées belges qui faisaient partie de l'armée combattant le long du fleuve Yser entre le 17 et le 31 octobre 1914 qui se montrèrent dignes de cette distinction. La médaille pouvait aussi être attribuée à des ressortissants étrangers, aux membres de forces militaires alliées qui prirent part à la bataille de l'Yser. La médaille pouvait être décernée à titre posthume.
La médaille de l'Yser était porté sur le côté gauche de la poitrine et lorsqu'en présence d'autres décorations de la Belgique, directement après la croix de guerre.

## Insigne
La médaille de l'Yser était une médaille circulaire de 35 mm de diamètre frappée en bronze et surmontée d'un petit médaillon émaillé en vert. L'avers porte un homme nu casqué tenant une lance (indiquant l'arrêt de l'avance des troupes allemandes), à sa droite, l'inscription en relief sur trois lignes « 17 au 31 octobre 1914 ». Sur le médaillon émaillé, l'inscription en relief « YSER ». Le revers portait l'image en relief d'un lion rugissant blessé d'une flèche à l'épaule gauche, couché sur la rive de l'Yser, en dessous du lion, l'inscription en relief « YSER », dans le médaillon supérieur, la couronne royale belge au-dessus du monogramme du roi Albert 1er.
La médaille était suspendue par un anneau au travers d'un anneau de suspension, à un ruban de soie moirée rouge avec de larges bandes noires en bordure. Le rouge indiquant le sang versé, le noir indiquant le deuil.
Un brevet était décerné aux récipiendaires par le ministre de la Défense nationale du royaume de Belgique.

## Récipiendaires illustres (liste partielle)
- Général de brigade Henri Claudon.
- Lieutenant-général Victor Bertrand.
- Lieutenant-général Léon Bievez.
- Lieutenant-général Aloïs Biebuyck.
- Major-général Jean Buysse.
- Lieutenant Ivan Colmant.
- Lieutenant-colonel aviateur baron Willy Coppens.
- Général-major Jean-Louis Daubechies.
- Lieutenant-général baron Raoul de Hennin de Boussu-Walcourt.
- Lieutenant-général de cavalerie Jules De Blauwe.
- Lieutenant-général baron Armand De Ceuninck.
- Lieutenant-général de cavalerie vicomte Victor Buffin de Chosal.
- Lieutenant-général baron Alphonse Jacques de Dixmude.
- Lieutenant-général de cavalerie Comte André de Jonghe d’Ardoye.
- Major-général de cavalerie baron Beaudoin de Maere d’Aertrycke.
- Lieutenant-général de cavalerie chevalier Maximilien de Neve de Roden.
- Lieutenant-général baron Ferdinand de Posch.
- Lieutenant-général de cavalerie baron Léon de Witte de Haelen.
- Lieutenant-général Georges Deffontaine.
- Major-général médecin Antoine Depage.
- Lieutenant-général de la Garde civique Oscar-Eugène Dethise.
- Lieutenant-général baron Émile Dossin de Saint-Georges.
- Lieutenant-général baron Honoré Drubbel.
- Lieutenant-général de cavalerie Baron Albert du Roy de Blicquy.
- Lieutenant-général médecin Edmond Durré.
- Lieutenant-général Georges Guiette.
- Lieutenant-général Fernand Gracia.
- Major-général Paul Jacques.
- Lieutenant-général Harry Jungbluth.
- Aumônier général Louis Kerremans.
- Lieutenant-général Joseph Leroy.
- Lieutenant-général de la Garde civique Louis Joseph Leroy.
- Lieutenant-général Robert Oor.
- Lieutenant-général Jules Pire.
- Adjudant Rémy Saelens.
- Sergent-fourrier Marcel Scieur.
- Lieutenant-général Libert Élie Thomas.
- Lieutenant-général Alphonse Ferdinand Tromme.
- Lieutenant-général Albert Lantonnois van Rode.
- Lieutenant-général de cavalerie baron Victor van Strydonck de Burkel.
- Pierre Merx.

## Récipiendaires communs (liste partielle)
- Albert Bouckaert (1891-1951), journaliste et écrivain.
- Benjamin Cabaret
- Hector Debièvre
- Hubert Joseph Massoz

## Croix de l'Yser

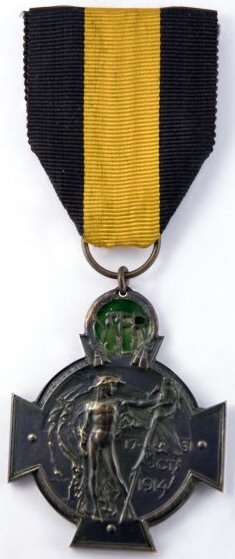
Croix de l'Yser avec le ruban flamand non officiel

La Croix de l'Yser (néerlandais : Kruis van de IJzer) remplace la médaille de l'Yser en 1934. La croix n'est en fait que la même médaille placée sur une croix pattée à bras courts et avec le médaillon sur le bras supérieur de la croix. Les quatre bras sont reliés entre eux par une couronne de laurier.
La croix était décernée en remplacement de la médaille sur demande du récipiendaire et sur paiement d'une taxe, par conséquent, relativement peu furent émises. De plus, peu d'anciens combattants voulaient échanger leur médaille, et encore moins voulaient ou pouvaient en payer les frais. La médaille de l'Yser et de la croix de l'Yser ne pouvaient pas être portées ensemble, c'était l'une ou l'autre. Bien que décernée avec le même ruban noir et rouge de la médaille de l'Yser, beaucoup de bénéficiaires flamands optèrent pour un ruban non officiel noir et jaune les identifiant comme des Belges néerlandophones.

## Sources
- Quinot H., 1950, Recueil illustré des décorations belges et congolaises, 4e édition. (Hasselt)
- Cornet R., 1982, Recueil des dispositions légales et réglementaires régissant les ordres nationaux belges. 2e Ed. N.pl., (Bruxelles)
- Borné A.C., 1985, Distinctions honorifiques de la Belgique, 1830-1985 (Bruxelles)